# James Dungey
James Wynne Dungey (30 de janeiro de 1923) é um físico britânico.
Dungey sugeriu em 1961 uma explicação da aurora polar uma ligação entre o vento solar e a magnetosfera terrestre, por uma conexão magnética direta entre ambos.

## Honrarias e condecorações
- 1990 Medalha de Ouro da Royal Astronomical Society[4]